# Jesper Rasch
Pour les articles homonymes, voir Rasch.
Jesper Rasch, né le 22 mars 1998 à Uitgeest, est un coureur cycliste néerlandais.

## Biographie
Son père Mark et son oncle Patrick ont également été coureurs cyclistes au niveau amateur dans les années 1990,.
Après quelques places d'honneur chez les juniors, Jesper Rasch poursuit sa progression au sein des clubs WV Noord-Holland puis WV West-Frisia. Il rejoint ensuite l'équipe continentale SEG Racing Academy en 2019, qui forme de jeunes coureurs espoirs (moins de 23 ans). Bon sprinteur, il obtient plusieurs victoires dans des courses locales et divers accessits.
En 2022, il intègre la formation À Bloc CT. Il se distingue en remportant le Puchar Ministra Obrony Narodowej et une étape du Dookola Mazowska, qu'il termine à la deuxième place du classement général.

## Palmarès et résultats

### Palmarès par année
- 2018
  - Ronde van Woensdrecht
  - Grote Omloop van de Veenkoloniën
  - 2e étape du Tour des Deux-Sèvres
- 2019
  - Paardenmarktronde van Alblasserdam
- 2020
  - 3e de la Wanzele Koerse
- 2021
  - Ronde van Hank
- 2022
  - 4e étape du Dookola Mazowska
  - Puchar Ministra Obrony Narodowej
  - 2e du Dookola Mazowska
- 2023
  - 4e étape du Tour du Loir-et-Cher
  - 3e étape du Tour du lac Poyang
  - 5e étape du Tour de Hainan
  - 2e de l'Omloop der Kempen

### Classements mondiaux
| Année                                 | 2019  | 2020 | 2021  | 2022 | 2023 | 2024  |
| ------------------------------------- | ----- | ---- | ----- | ---- | ---- | ----- |
| Classement mondial                    | 1841e | nc   | 1740e | 636e | 504e | 2035e |
| UCI Europe Tour                       | 1211e | nc   | 1198e | 493e | nc   | nc    |
|                                       |       |      |       |      |      |       |
| Légende : nc = non classéSource : UCI |       |      |       |      |      |       |